# El Volantín
El Volantín é o nome popular de um álbum homônimo pelo grupo musical chileno Los Jaivas em 1971. Era o seu primeiro álbum oficial, embora as gravações que aparecem no disco La Vorágine, mesmo antes desta fase. O álbum contém as primeiras tentativas de composição formal da banda, embora a maioria dos itens são trechos de improvisações instrumentais, sem letra ou melodia definida. Permaneceu inédita até a sua publicação em CD, uma re-masterizado em novembro de 2001.

## História
O primeiro registro oficial de Los Jaivas surge após uma série de experiências que ocorreram durante os anos de 1969 e 1970. O grupo estava em plena fase de auto-descobrimento e, através da improvisação musical, em busca de novas harmonias, que surgiu de livre e espontânea, sem sinais de composição formal. Depois de realizar vários concertos que se encontram inscritos na música que aparece no La Vorágine, o grupo entra para gravar este álbum nos estúdios da Splendid RCA, em Santiago. O álbum é auto-financiado e auto-produzido, e extensas reuniões são registradas cerca de vinte horas de música, que surgiu através da improvisação livre aa instrumentação, acompanhados por letras balbuciando, muitas vezes com algumas características melódicas, mas também com total liberdade. O processo de gravação foi composta de uma primeira fase em que os principais instrumentos (bateria, piano e baixo) foram gravados simultaneamente, acrescentando a voz, o violão e outros instrumentos mais tarde, e a gravação improvisadas de forma direta, na fita mestre.
A  edição destas vinte horas, acabam no álbum em pouco mais de 38 minutos, que Los Jaivas intitulam de "manera homónima". Sin embargo, su característica portada hace que los conhecedores do grupo os chamem de "El Volantín". Apesar de um principio se imprimieron mil carátulas, o financiamento (conseguido através da venda do Organo eléctrico de Eduardo Parra), que obteve apenas para a edição  cinco cópias do disco, que foram atesourados por colecionadores, até a sua reedição em CD no ano de 2001.

## Conteúdo
Apenas "Foto de Primera Comunión", na qual Jack Alquinta desenvolve algumas letras baseadas nas inocência destroçadas da infância, e "Que o la Tumba Serás", cantada por uma variação do hino nacional do Chile, têm algum grau de composição formal e melodia dentro deste disco cheio de improvisações. Canções como "Cacho", que são ouvidas apenas balbuciando acompanhados por sons monotonales de guitarras combinadas com os instrumentos tradicionais e Mapuche "Tamborcito de Milagro" são eminentemente improvisadas. O disco não apresenta a concepção e minucioso trabalho de preparação de bases sólidas que caracterizam os Los Jaivas em seus futuros discos, mas como uma base para trabalhos futuros da banda, músicos estabeleceu-se constantemente pesquisando e aprendendo, renovando improvisações e lúdico, e hoje em dia é mais de um documento histórico de um disco com os maiores créditos em termos criativos e comercial.

## Faixas
Lado A
1. "Cacho" – 5:41
2. "La Vaquita" – 7:11
3. "Por Veinticinco Empaná" – 2:59
4. "Tamborcito de Milagro" – 3:56

Lado B
1. "Que o la Tumba Serás" – 3:20
2. "Foto De Primera Comunión" – 6:34
  - Monjes de una abadía del Viejo Mundo: Campanas
3. "Último Día" – 8:25
4. "Bolerito" – 0:25
  - Gerardo Vandré: Voz

### Músicos
Los Jaivas
- Gato Alquinta – Vocal, Guitarra elétrica, Guitarra acústica, Flauta dulce, Ocarina, Tumbadoras, Coro
- Mario Mutis – Baixo, Voz, Guitarra acústica, Flauta dulce, Tarka, Tumbadoras, Tamborcito de milagro, Pandereta, Coros
- Gabriel Parra – bateria, Vocal em "La Vaquita", Tumbadoras, Cultrún, Caja, Maracas, Cacho, Trutruca, Piano em "Bolerito", Coros
- Claudio Parra – Piano, Güiro, Rasca de metal, Pandereta, Maracas, Tamborcito, Coros
- Eduardo Parra – Órgano, Bongo, Cultrún, Xilofone, Coros

### Equipe
- Engenheiro de gravação: Franz Benko
- Asistente de gravação: Carlos "Rosko" Melo
- Remasterização: Joaquín García
- Design: José Miguel Reyes
- Ilustrações: Verónica Fernández, Eduardo Parra, José Miguel Reyes
- Fotografia: Francisco Rivera Scott

### Edições
A edição mais conhecida e importante, tirando a original, constitui na reedição de 2001, em um CD remasterizado, com os mesmas canções listados acima, e restaurando a arte da capa e desenhos do interior. O disco introduzido, transportando temas como o temas como "Foto de Primera Comunión" e "Que o la Tumba Serás" ao vivo, durante turnê pelo Chile em 2001.